# Listă a autorilor de romane de dragoste
A B C D E F G H I J K L M N O P Q R S T U V W X Y Z

### A
- Shana Abe
- Audra Adams
- Rochelle Alers
- Tasha Alexander
- Victoria Alexander
- Jeanne Allan
- Charlotte Vale Allen
- Catherine Alliott
- Rosalyn Alsobrook
- Susan Amarillas
- Susan Andersen
- Catherine Anderson
- Lyn Andrews
- Amanda Ashley
- Jane Austen, (1775-1817)
- Anne Avery
- Susan Aylworth

### B
- Louise Bagshawe
- Anne Baker
- Jeanette Baker
- Madeline Baker
- Faith Baldwin
- Rebecca Baldwin
- Karen A. Bale
- Mary Balogh
- Elaine Barbieri
- Anne Barbour
- Zoe Barnes
- Jill Barnett
- Maria Barrett
- Victoria Barrett
- Mary Lynn Baxter
- Sally Beauman
- Rexanne Becnel
- Angela Benson
- Elizabeth Bevarly
- Jo Beverley
- Cheryl Biggs
- Maeve Binchy
- Charlotte Bingham
- Rosanne Bittner
- Jennifer Blake
- Emma Blair
- Cheryl Bolen
- Jane Bonander
- Pat Booth
- Barbara Taylor Bradford
- Rebecca Brandewyne
- Barbara Bretton
- Annette Broadrick
- Connie Brockway
- Anne Brontë, (1820-1849)
- Charlotte Brontë, (1816-1855)
- Emily Brontë, (1818-1848)
- Margaret Brownley
- Sandra Brown
- Elizabeth Buchan
- Anita Burgh
- Eve Byron

### C
- Meg Cabot
- Linda Cajio
- June Calvin
- Stella Cameron
- Candace Camp
- Marsha Canham
- Sally Carleen
- Emily Carmichael
- Susan Carroll
- Robyn Carr
- Barbara Cartland, (1901-2000)
- Linda Castle
- Linda L. Chaikin
- Loretta Chase
- Marion Chesney
- Maureen Child
- Zita Christian
- Sue Civil-Brown
- Daphne Clair
- Casey Claybourne
- Victoria Clayton
- Elaine Coffman
- Catrin Collier
- Jackie Collins
- Marita Conlon-McKenna
- Susan Connell
- Catherine Cookson
- Inglath Cooper
- Jilly Cooper
- Lori Copeland
- Catherine R. Coulter
- Debra Cowan
- Josephine Cox
- Emma Craig
- Jasmine Cresswell
- Millie Criswell
- Linda Crockett
- Elaine Crowley
- Jennifer Crusie

### D
- Janet Dailey
- Ruth Jean Dale
- Emma Darcy
- Iris Rainer Dart
- Geralyn Dawson
- Saranne Dawson
- Claire Delacroix
- Barbara Delinsky
- Jude Deveraux
- Jacqueline Diamond
- Margaret Dickinson
- Debra Dier
- Debra Dixon
- Christina Dodd
- Denise Domning
- Robyn Donald
- Carole Nelson Douglas
- Shannon Drake
- Daphne Du Maurier, (1907-1989)
- Alice Duncan
- Carola Dunn
- Lois Faye Dyer

### E
- Kathleen Eagle
- Margot Early
- Rosemary Edghill
- Cassie Edwards
- Julie Ellis
- Suzanne Enoch
- Susan Ericksen
- Barbara Erskine
- Leslie Esdaile
- Quinn Taylor Evans
- Corinne Everett
- Jean R. Ewing

### F
- Barbara Faith
- Jane Feather
- Marie Ferrarella
- Amy Fetzer
- Katie Fforde
- Joy Fielding
- Carol Finch
- Connie Flynn
- Gaelen Foley
- Olivia Fontayne
- Helen Forrester
- Gwynne Forster
- Suzanne Forster
- Roz Denny Fox
- LeeLinda Francis
- Barbara Freethy

### G
- Diana Gabaldon
- Eve Gaddy
- Patricia Gaffney
- Elizabeth Gage
- Dorothy Garlock
- Juliana Garnett
- Julie Garwood
- Catherine George
- Tess Gerritsen
- Paula Tanner Girard
- Elinor Glyn, (1864-1943)
- Eileen Goudge
- Judith Gould
- Iris Gower
- Elizabeth Graham
- Heather Graham
- Tracy Grant
- Patricia Grasso
- Elizabeth Grayson
- Leigh Greenwood
- Charlotte Grey

### H
- Ruth Hamilton
- Karen Harbaugh
- Danelle Harmon
- Kathleen Harrington
- Caroline Harvey
- Cynthia Haseloff
- Robin Lee Hatcher
- Sally Tyler Hayes
- Christiane Heggan
- Jane Heller
- Shirl Henke
- Virginia Henley
- Candice Hern
- Norah Hess
- Georgette Heyer, (1902-1974)
- Brenda Hiatt
- Donna Hill
- Grace Livingston Hill
- Sandra Hill
- Metsy Hingle
- Martha Hix
- Tami Hoag
- Joan Hohl
- Stef Ann Holm
- Victoria Holt (cunoscută și drept Eleanor Hibbert, Jean Plaidy, Philippa Carr), (1906-1993)
- Kay Hooper
- Audrey Howard
- Linda Howard
- Hannah Howell
- Meg Hutchinson

### I
- Sharon Ihle
- Judith Ivory

### J
- Lisa Jackson
- Anna Jacobs
- Eloisa James
- Samantha James
- Miranda Jarrett
- Sabrina Jeffries
- Susan Johnson
- Joan Johnston
- Marti Jones
- Joan Jonker
- Penny Jordan
- Brenda Joyce

### K
- Andrea Kane
- Kathleen Kane
- Mandalyn Kaye
- Karen Kay
- Susan Kearney
- Cathy Kelly
- Sharon Kendrick
- Lena Kennedy
- Sherrilyn Kenyon
- Lynn Kerstan
- Katherine Kingsley
- Susan King
- Beryl Kingston
- Martha Kirkland
- Sandra Kitt
- Lois Kleinsasser
- Lisa Kleypas
- Aimen Klimmeron
- Judith Krantz
- Jayne Ann Krentz (cunoscută și ca Amanda Quick, Jayne Castle)
- Susan Krinard
- Lynn Kurland
- Kristen Kyle

### L
- Linda Ladd
- Arnette Lamb
- Charlotte Lamb
- Jill Marie Landis
- Allison Lane
- Ruth Langan
- Ruth Ryan Langan
- Judith A. Lansdowne
- Stephanie Laurens
- Susan LawKay
- Edith Layton
- Day Leclaire
- Linda Francis Lee
- Maureen Lee
- Miranda Lee
- Vivian Leiber
- Ana Leigh
- Judith Lennox
- Linda Lewis
- Susan Lewis
- Susan Leslie Liepitz
- Freda Lightfoot
- Johanna Lindsey
- Merline Lovelace
- Elizabeth Lowell
- Janet Lynnford

### M
- Kinley MacGregor
- Debbie Macomber
- Susan Mallery
- Jill Mansell
- Elizabeth Mansfield
- Kathy Marks
- Kat Martin
- Sandra Marton
- Connie Mason
- Anne Mather
- Curtiss Ann Matlock
- Laura Matthews
- Patricia Maxwell
- Pam McCutcheon
- May McGoldrick
- Meagan McKinney
- Jenna McKnight
- Barbara McMahon
- Judith McNaught
- Teresa Medeiros
- Emma Merritt
- Judith Michael
- Barbara Michaels
- Fern Michaels
- Kasey Michaels
- Leigh Michaels
- Linda Lael Miller
- Helen Mittermeyer
- Stephanie Mittman
- Julie Moffett
- Karyn Monk
- Carole Mortimer
- Doris Mortman
- Vella Munn
- Linda Lael Miller

### N
- Betty Neels
- Carla Neggers
- Hilary Norman
- Hailey North
- Nicholas Sparks

### O
- Constance O'Day-Flannery
- Elisabeth Ogilvie
- Janette Oke
- Patricia Oliver
- Gilda O'Neill
- Alice Orr
- Ruth Owen

### P
- Lynda Page
- Catherine Palmer
- Diana Palmer
- Marilyn Pappano
- Adele Parks
- Delia Parr
- Susan Paul
- Lesley Pearse
- Jane Peart
- Judith Pella
- Susan Elizabeth Phillips
- Stobie Piel
- Rosamunde Pilcher, (n. 1924)
- Belva Plain
- Candice Poarch
- Margaret Evans Porter
- Heather Graham Pozzessere
- Mary Jo Putney

### Q
- Amanda Quick (cunoscută și drept Jayne Ann Krentz, Jayne Castle)
- Julia Quinn

### R
- Sheila Rabe
- Alexandra Raife
- Elvi Rhodes
- Patricia Rice
- Emilie Richards
- Nancy Richards-Akers
- Nora Roberts
- Gina Robins
- Suzanne Robinson
- Marylyle Rogers
- Rebecca Rosenblat
- Renee Roszel
- Taylor Ryan

### S
- Patty Salier
- Susan Sallis
- Barbara Samuel
- Jeanne Savery
- Meryl Sawyer
- Patricia Scanlan
- Robin Schone
- Sharon Schulze
- Alicia Scott
- Amanda Scott
- Theresa Scott
- Anya Seton, (1906-1990)
- June Lund Shiplett
- Rebecca Sinclair
- Melynda Beth Skinner
- Christina Skye
- Bertrice Small
- Barbara Dawson Smith
- Deborah Smith
- Karen Rose Smith
- Maris Soule
- Lavyrle Spencer
- Mary Spencer
- Mary Jane Staples
- Danielle Steel, (n. 1947)
- Sally Steward
- Mariah Stewart
- Mary Stewart, (n. 1916)
- Jessica Stirling
- Katherine Stone
- Deb Stover
- Katherine Sutcliffe
- Madge Swindells

### T
- Janelle Taylor
- Shelly Thacker
- Rosie Thomas
- Elizabeth Thornton
- Margaret Thornton
- Aimee Thurlo
- Louise Titchener
- Jane Toombs

### V
- Lisa Ann Verge
- Patricia Veryan
- Cynthia Victor

### W
- Elizabeth Walker
- Pamela Wallace
- Pat Warren
- Kathleen Webb
- Theresa Weir
- Susan Wiggs
- Jennifer Wilde
- Eileen Wilks
- Marcia Willett
- Dee Williams
- Penelope Williamson
- Rachel Wilson
- Ruth Wind
- Kathleen Winsor (1919-2003)
- Joan Wolf
- Barbara Wood
- Patricia Wynn

### Y
- Rebecca York

### Z
Vezi și : Liste de autori